# Programa Universitario de Estudios sobre la Ciudad (PUEC), UNAM
El Programa Universitario de Estudios sobre la Ciudad (PUEC) es un programa perteneciente a la Coordinación de Humanidades de la Universidad Nacional Autónoma de México, creado el 12 de agosto de 1994, con sede en el Centro Histórico de la Ciudad de México, con el fin de impulsar y fortalecer los estudios sobre las ciudades, regiones y territorios.

## Objetivos
El plan de trabajo del Programa Universitario de Estudios sobre la Ciudad se encuentra enfocado en la realización de estudios de carácter interdisciplinario e interinstitucional que aborden temas complejos urbanos. Para ello, se tiene como objetivo la vinculación académica a los sectores públicos y privados para la realización de investigaciones y elaboración de proyectos de planeación urbana; el estímulo a la formación, especialización y actualización en las líneas de investigación, así como la divulgación y difusión de los estudios a través de eventos académicos y publicaciones.

## Líneas de Investigación
Las líneas temáticas del PUEC, actualizadas en el Plan de Desarrollo de la Universidad 2011-2015, son:
- Procesos de Planeación Participativa y Gestión Urbana.
- Centros históricos e identidad cultural.
- Gobernanza, Participación Ciudadana y Coordinación Metropolitana.
- Recursos Naturales, Agua y Cambio Climático.
- Competitividad Urbana y Economía Social.
- Pobreza Urbana y Políticas Sociales Urbanas.
- Vivienda sustentable, Desarrollo Urbano y Política Habitacional.

Anteriormente, las líneas temáticas se subdividían en:
- Suelo Urbano.
- Agua.
- Fenómeno Metropolitano.
- Planeación y Administración Urbana.
- Ciudad y Política.
- Historia de la Ciudad.

## Instalaciones

### Moneda 2

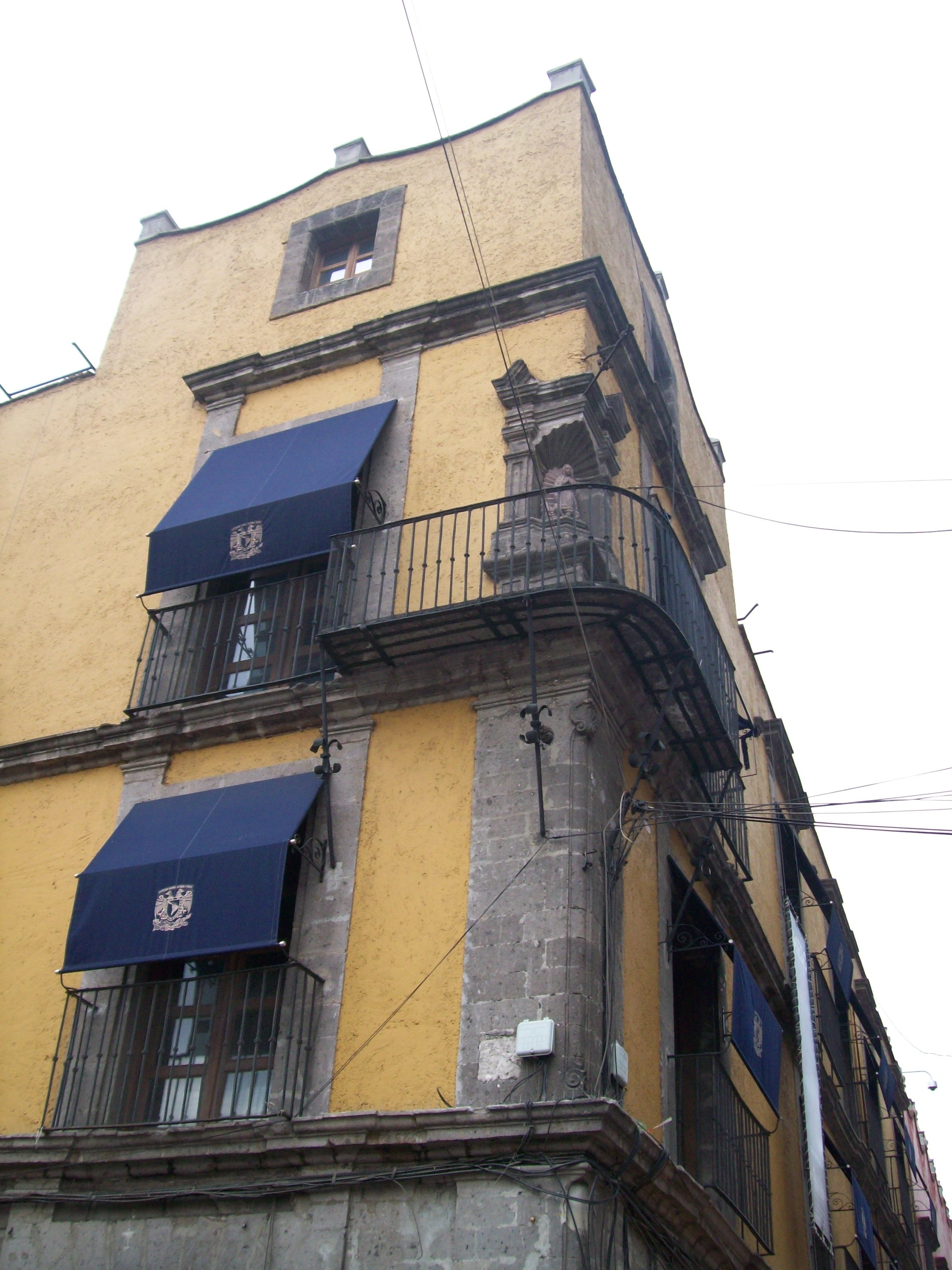
Edificio de la Real y Pontificia Universidad de México. Primera sede del PUEC

El PUEC tuvo como primera sede, que comprende el periodo entre 1994 y 2010, el edificio ubicado en la esquina de las calles de Moneda y Seminario, en el Centro Histórico de la Ciudad de México. En este inmueble fueron impartidas las primeras cátedras de la Real y Pontificia Universidad de México en 1553. Forma parte del patrimonio universitario y ha sido catalogado como Patrimonio de la Humanidad por la Unesco. 

### Isabel la Católica 7
Debido al deterioro del edificio de Moneda 2, el PUEC se trasladó de forma temporal, entre 2010 y 2016, en la casa colonial ubicada en la calle de Isabel la Católica 7, también en el Centro Histórico. Se atribuye que dicha casona perteneció al conquistador Jerónimo López, quien llegó junto con Pánfilo de Narváez. El inmueble data del siglo XVI, y fue intervenida en 1946 y en 1991.

### República de Cuba 79
A partir de junio de 2016, se destinó como sede del PUEC el edificio localizado en la calle de República de Cuba 79. El inmueble, según la Coordinación Nacional de Monumentos Históricos, data del siglo XIX.